# L'Infirmière du régiment

L'infirmière du régiment (titre original : L'infermiera nella corsia dei militari), est une comédie érotique italienne, réalisé  par Mariano Laurenti, sorti en 1979.

## Synopsis
Le professeur Amedeo Larussa dirige un hôpital psychiatrique pour clients fortunés. Un petit voyou local y envoie en mission Grazia Mancini, sa petite amie, afin d'y récupérer deux tableaux volés qui y sont entreposés. Pour ce faire, elle se fait engager comme infirmière.

## Fiche technique
- Titre original : L'infermiera nella corsia dei militari
- Titre français : L'infirmière du régiment (ou l'infirmière de l'hosto du régiment)
- Réalisateur : Mariano Laurenti
- Scénario : Mariano Laurenti, Francesco Milizia
- Photographie : Federico Zanni
- Montage : Alberto Moriani
- Musique : Gianni Ferrio
- Durée : 88 minutes
- Genre : Comédie érotique
- Pays d'origine :  Italie
- Sortie : 27 novembre 1979

## Distribution
- Nadia Cassini : Grazia Mancini
- Lino Banfi : le professeur Amedeo Larussa
- Paolo Giusti : le professeur Santarelli
- Carlo Sposito : Michele (Moshe Dayan)
- Renato Cortesi : Ugolini (Erwin Rommel)
- Marcello Martana : Moretti (Napoléon)
- Vittoria Di Silverio : la patiente mature (Ginger Rogers)
- Gino Pagnani : Ottavio
- Ermelinda De Felice : Sœur Fulgence
- Enzo Andronico : Cavalier Galeazzo Gedeoni
- Jimmy il Fenomeno  Le gardien de la clinique
- Alvaro Vitali : Peppino de Tappis, l'artiste peintre
- Susan Scott : Veronica Larussa
- Luigi Uzzo : Gustavo
- Karin Schubert : Eva
- Elio Zamuto : Le compagnon d'Eva
- Carmen Russo : Le modèle pour peintre
- Lucio Montanaro : Michele, le livreur de bouteilles
- Fulvio Mingozzi : Le capitaine des carabiniers

## Autour du film
- La référence dans le titre du film à un « régiment » est abusive, il n'est jamais question dans le film de militaires, sauf dans l'esprit de quelques « pensionnaires. »
- Le film est sorti en DVD chez BAC films en 1979 sous le titre L'infirmière du régiment.